# 石井站 (兵庫縣)
石井站（日语：／ Ishii eki */?）是位於兵庫縣佐用郡佐用町下石井，智頭急行智頭線的車站。

## 歷史
在建設智頭線當初，此站的計劃車站名稱為「下石井」。
- 1994年（平成6年）12月3日 - 智頭急行智頭線開通，此站啟用[1]。
  - 當時車站地址為兵庫縣佐用郡佐用町下石井。
- 2005年（平成17年）10月1日 - 隨著佐用町（第三次）成立，車站地址變為現址。
- 2009年（平成21年）
  - 8月10日 - 受到熱帶風暴艾濤的影響而發生大雨，此站暫停服務。
  - 8月29日 - 智頭線普通列車重開。

## 車站構造
車站是一座高架車站（建設路堤上），設有1面1線的單式月台。智頭方向的列車會開啟左邊車門。此站是無人車站。在月台樓梯下方設有木屋風車站大樓，以及濕廁和公共電話。此站沒有自動售票機。

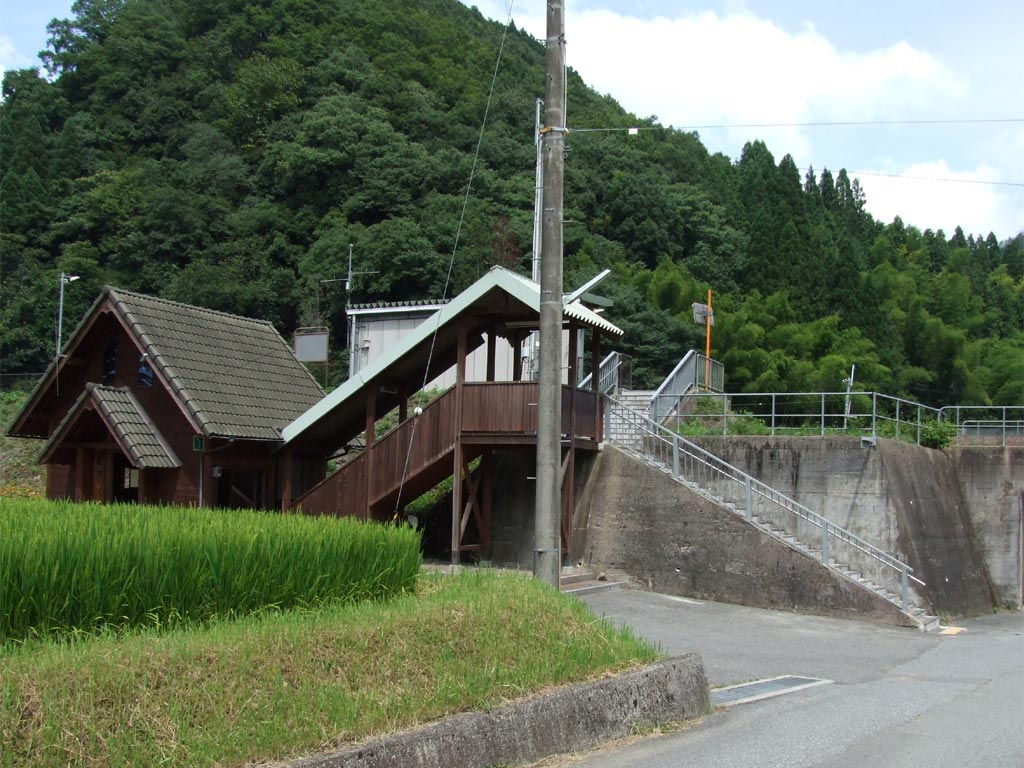
車站入口(2008年7月)
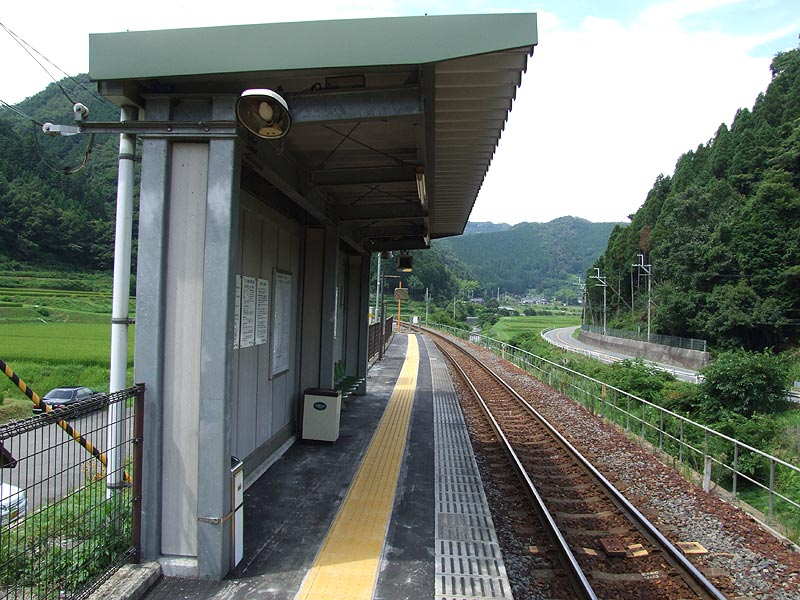
月台(2008年7月)

## 使用狀況
| 1日上下車人次變化 | 1日上下車人次變化 |
| 年度              | 1日平均人次       |
| ----------------- | ----------------- |
| 2018年            | 5                 |

## 車站周邊
車站周邊為田園地帶
- 國道373號（日语：国道373号）[1]
- 小野之大榧樹 - 樹齡達400年，為佐用町指定天然紀念物[1]

## 相鄰車站
智頭急行
■智頭線
平福－石井－宮本武藏

## 注腳
1. 1 2 3 4 5 6 7 8 9  . 神戶新聞綜合出版中心. 2011-12-15: 232. ISBN 9784343006028 （日语）.
2. ↑  日本鉄道建設公団高速化研究会 (编).  初版. 交通新聞社. 1998-10-20: p.17. ISBN 4-87513-077-5 （日语）.
3. ↑  国土数値情報(駅別乗降客数データ)  （页面存档备份，存于）（日語） - 國土交通省，2019年9月2日參閲

## 外部連結
- 石井站 （页面存档备份，存于）（日語） - 車站大樓介紹